# Leucochrysa (Nodita) ceratica
Leucochrysa (Nodita) ceratica is een insect uit de familie van de gaasvliegen (Chrysopidae), die tot de orde netvleugeligen (Neuroptera) behoort. 
Leucochrysa (Nodita) ceratica is voor het eerst wetenschappelijk beschreven door Navás in 1911.